# 462
El 462 (CDLXII) fou un any comú començat en dilluns del calendari julià. L'ús del nom «462» per referir-se a aquest any es remunta a l'alta edat mitjana, quan el sistema Anno Domini esdevingué el mètode de numeració dels anys més comú a Europa.

## Esdeveniments
- Els visigots de Teodoric II ocupen Narbona.
- Fundació a Constantinoble del monestir d'Estúdion.